# Pierre Naftule
Pierre Naftule est un écrivain, producteur et metteur en scène suisse né le 5 décembre 1960 à Versoix et mort le 19 mars 2022 à Arzier-Le Muids.

## Biographie
Pierre Naftule naît à Versoix, dans le canton de Genève, le 5 décembre 1960. Son nom de famille vient du 2e prénom de son grand-père Naftoule, un tailleur de pierres précieuses roumain qu'un fonctionnaire français a retranscrit comme le nom de famille.
Il obtient sa maturité au Collège Sismondi.
Marié à la chorégraphe Maï Nguyen, il souffrait de la maladie de Charcot, diagnostiquée en 2017,.
Il meurt dans la soirée du 19 mars 2022 à son domicile d'Arzier-Le Muids, dans le canton de Vaud,.

### Production, mise en scène et radio
Pierre Naftule est révélé aux téléspectateurs romands grâce à l'émission de télévision La Course autour du monde, où il doit produire chaque semaine un film en format super 8. Il est deuxième de l'édition 1979-1980.
De retour à Genève, il monte coup sur coup, avec son ami Pascal Bernheim trois pièces de théâtre Le Père Noël est une ordure, Topaze et Les dix petits nègres. Après avoir créé sa propre société de production, il reprend en 1990, la direction de la Revue genevoise, dont il écrit les textes et réalise la mise en scène jusqu'en 1995. En 2003 avec Thierry Meury et dès 2004 avec son compère Pascal Bernheim, il reprend la mise en scène de la revue de Genève jusqu'en 2008. En 2018, il participe à la création de la Nouvelle revue de Lausanne.
De 1988 à 1989, il a son émission Naftule vous êtes viré à la Radio suisse romande.
En 1995, il fonde avec Alain Monnet et Gérard Mermet, la société de production de spectacle Yaka Production SA.

### Collaborations
Lors de la revue genevoise de 1993, il crée avec Joseph Gorgoni le personnage de « Marie-Thérèse Poget née Bertholet », future « Marie-Thérèse Porchet », dont il deviendra le scénariste. Leur premier spectacle, La truie est en moi, est produit en 1996. En parlant de lui, Joseph Gorgoni indique : « Je raconte, il note tout, puis trie, organise, récrit et ensuite, le texte fait boum! ».
Il travaille également avec Yann Lambiel et collabore avec Laurent Deshusses. Il est l'agent de Thomas Wiesel.